# American-Marietta
American-Marietta Corporation, tidigare American Asphalt Paint Company, var ett amerikanskt företag inom främst verkstad- och kemiska industrierna och som tillverkade bland annat alkyd, beläggning, betong, bläck, byggnadsmaterial, cement, fernissa, konstharts, latex, lim, målarfärg och rengöringsmedel.
Företaget grundades 1913 som American Asphalt Paint Company av Grover Hermann. 1940 bytte företaget namn till American-Marietta Corporation för att framhäva dotterbolaget Marietta Paint and Color Company i Marietta i Ohio. 1961 blev de fusionerad med försvarskoncernen The Martin Company och blev Martin Marietta Corporation.